# Flughafen Vadodara

i8
i11
i13
Der nur ca. 39 m hoch gelegene Flughafen Vadodara (englisch Vadodara Airport, IATA-Code: BDQ, ICAO-Code: VABO) ist ein internationaler Flughafen gut 7 km (Fahrtstrecke) nordöstlich des Zentrums der Millionenstadt Vadodara (ehemals Baroda) im nordwestindischen Bundesstaat Gujarat.

## Geschichte
Ein Flugfeld existierte bereits zur Zeit des Fürstenstaats Baroda. In den 1950er oder 1960er Jahren übernahmen indische Behörden das Gelände, welches nach der Übernahme durch die Airports Authority of India (1995) zu einem Flughafen ausgebaut wurde. Im August 2016 wurde ein neues Terminal eingeweiht.

## Flugverbindungen
Derzeit bestehen mehrmals tägliche nationale Verbindungen nach Delhi und Mumbai, aber auch nach Bangalore und Hyderabad finden tägliche Flüge statt.

## Sonstiges
- Betreiber des Flughafens ist die Airports Authority of India.
- Die Start- und Landebahn hat eine Länge von ca. 2469 m.